# Bohacivka, Krasnoperekopsk
Bohacivka (în ucraineană Богачівка) este un sat în comuna Mahazînka din raionul Krasnoperekopsk, Republica Autonomă Crimeea, Ucraina.

## Demografie
Componența lingvistică a localității Bohacivka
     Rusă (59,41%)
     Ucraineană (21,78%)
     Tătară crimeeană (18,81%)
Conform recensământului din 2001, majoritatea populației localității Bohacivka era vorbitoare de rusă (59,41%), existând în minoritate și vorbitori de ucraineană (21,78%) și tătară crimeeană (18,81%).